# Piz Frisal
Piz Frisal – szczyt w Alp Glarneńskich, części Alp Zachodnich. Leży w Szwajcarii, w kantonie Gryzonia. Należy do podgrupy Alp Glarneńskich właściwych. Szczyt można zdobyć ze schroniska Grünhornhütte (2448 m), Camona da Punteglias (2311 m) lub Fridolinshütten (2111 m). 